# Orvin Paz
Orvin Alexander Paz Tábora (San Pedro Sula, Honduras, 4 de julio de 1985) es un futbolista hondureño. Juega como volante y su equipo actual es el Juticalpa F.C. de la Liga Nacional de Honduras.

## Clubes
| Club           | País     | Año             |
| -------------- | -------- | --------------- |
| Deportes Savio | Honduras | 2004 - 2008     |
| Marathón       | Honduras | 2008 - 2012     |
| Choloma        | Honduras | 2012 - 2013     |
| Juticalpa F.C. | Honduras | 2013 - Presente |

## Palmarés

### Campeonatos nacionales
| Título                    | Club     | País     | Año           |
| ------------------------- | -------- | -------- | ------------- |
| Liga Nacional de Honduras | Marathón | Honduras | Apertura 2008 |
| Liga Nacional de Honduras | Marathón | Honduras | Apertura 2009 |